# Barrandeocerida
Barrandeocerida — вимерлий ряд головоногих молюсків підкласу наутилоїдей (Nautiloidea), що існував в ордовицькому силурійському та девонському періодах. Представників ряду інколи включають до ряду Tarphycerida, представники якого мають подібні раковини, але відрізняються будовою сифона.

## Родини
- Apsidocertatidae
- Barrandeoceratidae
- Lechritrochoceratidae
- Nephriticeratidae
- Plectoceratidae
- Uranoceratidae